# Haustoriopsis reticulatus
Haustoriopsis reticulatus is een vlokreeftensoort uit de familie van de Dexaminidae. De wetenschappelijke naam van de soort werd voor het eerst geldig gepubliceerd in 1938 door Schellenberg.